# Pink Floyd/Auszeichnungen für Musikverkäufe

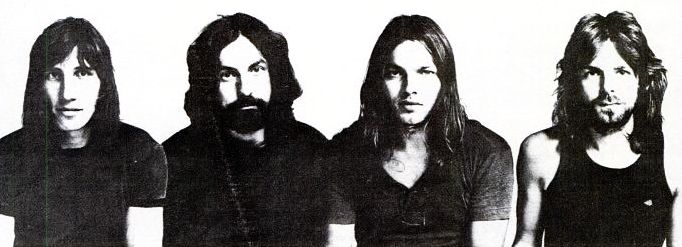
Pink Floyd (Waters, Mason, Gilmour, Wright) 1971

Dies ist eine Übersicht über die Auszeichnungen für Musikverkäufe der britischen Rockband Pink Floyd. Die Auszeichnungen finden sich nach ihrer Art (Gold, Platin usw.), nach Staaten getrennt in chronologischer Reihenfolge, geordnet sowie nach den Tonträgern selbst, ebenfalls in chronologischer Reihenfolge, getrennt nach Medium (Alben, Singles usw.), wieder.

## Auszeichnungen
| - Vereinigtes Königreich - 2021: für das Album The Best of the Later Years: 1987 – 2019 - 2023: für das Lied Shine On You Crazy Diamond - Parts 1–5 - 2023: für die Single Us and Them - 2024: für das Lied Brain Damage - 2024: für das Lied Hey You - Europa (Impala) - 2011: für das Album London ’66–’67 - Argentinien - 1989: für das Album Delicate Sound of Thunder - 1995: für das Album Pulse - 1999: für das Album Wish You Were Here - Australien - 2012: für das Videoalbum The Story Of Wish You Were Here - Belgien - 1995: für das Album Pulse - 2008: für das Album The Dark Side of the Moon - 2014: für das Album The Endless River - Dänemark - 2001: für das Album Echoes: The Best of Pink Floyd - 2006: für das Videoalbum Pulse - 2014: für das Album The Endless River - 2020: für das Lied Wish You Were Here - 2022: für die Single Comfortably Numb - Deutschland - 19??: für das Album Obscured by Clouds - 1987: für das Album A Momentary Lapse of Reason - 1989: für das Album Delicate Sound of Thunder - 1990: für das Album The Final Cut - 1990: für das Album Atom Heart Mother - 1993: für die Single Another Brick in the Wall (Part II) - 1993: für das Album Meddle - 2002: für das Album Echoes: The Best of Pink Floyd - 2004: für das Videoalbum Dark Side of the Moon - Finnland - 1994: für das Album The Division Bell - Frankreich - 1977: für das Album Ummagumma - 1977: für das Album More - 1977: für das Album Atom Heart Mother - 1977: für das Album A Nice Pair - 1977: für das Album Master Of Rock - 1980: für die Single Another Brick in the Wall (Part II) - 1983: für das Album The Final Cut - 2012: für das Album A Foot in the Door – The Best Of - Griechenland - 1978: für das Album Wish You Were Here - Island - 2022: für das Album The Dark Side of the Moon - Italien - 2015: für das Album Pulse - 2015: für das Album Echoes: The Best of Pink Floyd - 2015: für das Album Meddle - 2016: für das Album A Momentary Lapse of Reason - 2016: für das Album Ummagumma - 2017: für das Album The Final Cut - 2017: für das Album The Piper at the Gates of Dawn - 2017: für die Single Time - 2018: für das Album Delicate Sound of Thunder - 2018: für das Lied Hey You - 2018: für das Lied The Great Gig in the Sky - 2020: für das Album A Saucerful of Secrets - 2021: für das Lied Breathe (In the Air) - Japan - 1994: für das Album The Division Bell - Kanada - 1992: für das Videoalbum Live at Pompeii - 2006: für das Videoalbum The Pink Floyd & Syd Barrett Story - 2011: für das Album Dark Side Of The Moon – Immersion Box Set - Mexiko - 1994: für das Album The Division Bell - Neuseeland - 2000: für das Album Is There Anybody Out There? The Wall Live 1980–81 - 2023: für das Lied Another Brick in the Wall (Part I) - Niederlande - 1986: für das Album The Final Cut - 1988: für das Album A Momentary Lapse of Reason - 1989: für das Album Delicate Sound of Thunder - 1995: für das Album Pulse - 2006: für das Album The Wall (Sony BMG Music Entertainment) - Norwegen - 1987: für das Album A Momentary Lapse of Reason - 2014: für das Album The Endless River - Österreich - 1994: für das Album A Collection of Great Dance Songs - 1994: für das Album Atom Heart Mother - 1994: für das Album A Momentary Lapse of Reason - 1994: für das Album Animals - 1994: für das Album Delicate Sound of Thunder - 1994: für das Album The Final Cut - 2014: für das Album The Endless River - Polen - 1996: für das Album The Division Bell - 2002: für das Album Echoes: The Best of Pink Floyd - 2003: für das Album Wish You Were Here - 2006: für das Album Pulse (EMI Music PL) - 2021: für das Album Animals - 2022: für das Album A Momentary Lapse of Reason - 2023: für das Album Delicate Sound of Thunder - Portugal - 1987: für das Album A Momentary Lapse of Reason - 2014: für das Album The Endless River - 2022: für das Album Wish You Were Here - Schweden - 1988: für das Album A Momentary Lapse of Reason - 2001: für das Album Echoes: The Best of Pink Floyd - 2004: für das Videoalbum Pink Floyd The Wall - 2015: für das Album The Endless River - Spanien - 1983: für das Album The Final Cut - 1989: für das Album Delicate Sound of Thunder - 1995: für das Album Pulse - 2024: für die Single Money - 2024: für die Single Comfortably Numb - Tschechien - 1979: für das Album The Dark Side of the Moon - Vereinigte Staaten - 1994: für das Album Obscured by Clouds - 1994: für das Album Atom Heart Mother - 2008: für die Single Another Brick in the Wall (Part II) (Digital) - 2015: für das Album The Endless River - Vereinigtes Königreich - 1975: für das Album A Nice Pair - 1981: für das Album A Collection of Great Dance Songs - 1983: für das Album The Final Cut - 1987: für das Album A Momentary Lapse of Reason - 1988: für das Album Delicate Sound of Thunder - 2013: für das Album Meddle - 2013: für das Album Is There Anybody Out There? The Wall Live 1980–81 - 2013: für das Album Atom Heart Mother - 2013: für das Album Relics - 2016: für das Album The Piper at the Gates of Dawn - 2021: für das Album Ummagumma - 2022: für das Album A Saucerful of Secrets - 2025: für das Album Obscured by Clouds - 2025: für die Single Time - 2025: für das Lied The Great Gig in the Sky - 2025: für das Lied Breathe (In the Air) - Frankreich - 1977: für das Album Meddle - 1989: für das Album Delicate Sound of Thunder | - Argentinien - 1987: für das Album A Momentary Lapse of Reason - 1994: für das Album The Division Bell - 1999: für das Album The Wall - 2000: für das Videoalbum Pink Floyd The Wall - 2001: für das Album Echoes: The Best of Pink Floyd - 2005: für das Videoalbum Dark Side of the Moon - 2005: für das Videoalbum Pink Floyd The Wall (Re-Edition) - 2006: für das Videoalbum Pulse - Australien - 1988: für das Album A Momentary Lapse of Reason - 1992: für das Album A Collection of Great Dance Songs - 1994: für das Album The Division Bell - 1995: für das Album Pulse - 2001: für das Album Echoes: The Best of Pink Floyd - 2015: für das Album The Endless River - 2023: für das Album A Foot in the Door – The Best Of - Belgien - 1995: für das Album The Division Bell - 2001: für das Album Echoes: The Best of Pink Floyd - Brasilien - 1994: für das Album The Division Bell - 2003: für das Videoalbum Pink Floyd The Wall - 2015: für das Album The Endless River - Dänemark - 2023: für die Single Another Brick in the Wall (Part II) - Deutschland - 1990: für das Album Animals - 1990: für das Album Wish You Were Here - 2006: für das Album Pulse - Europa (IFPI) - 1996: für das Album Pulse - 2014: für das Album The Endless River - Finnland - 2008: für das Videoalbum Pulse - Frankreich - 1980: für das Album The Dark Side of the Moon - 1980: für das Album Animals - 1988: für das Album A Momentary Lapse of Reason - 1998: für das Album Pulse - 2001: für das Album Echoes: The Best of Pink Floyd - Griechenland - 2002: für das Album Echoes: The Best of Pink Floyd - Hongkong - 1982: für das Album The Wall - Italien - 2018: für das Album Atom Heart Mother - 2018: für die Single Comfortably Numb - 2019: für das Album The Division Bell - 2019: für die Single Money - 2020: für das Album Animals - Kanada - 1992: für das Album Shine On - 2014: für das Album The Endless River - Neuseeland - 1982: für das Album A Collection of Great Dance Songs - 2008: für das Videoalbum Dark Side of the Moon - 2012: für das Album A Foot in the Door – The Best Of - 2015: für das Album The Endless River - 2022: für die Single Time - 2023: für die Single Learning to Fly - 2023: für das Lied Hey You - Niederlande - 1979: für das Album The Wall (EMI Records Holland B.V.) - 1994: für das Album The Division Bell - Österreich - 1994: für das Album The Division Bell - 1997: für das Album Pulse - 2006: für das Videoalbum Pulse - Polen - 2003: für das Album The Dark Side of the Moon - 2003: für das Album The Wall - 2003: für das Album Pulse (Pomaton EMI) - 2004: für das Videoalbum Pink Floyd The Wall - 2021: für das Album A Foot in the Door – The Best Of - 2022: für das Album Wish You Were Here (Re-Issue) - 2022: für das Album The Division Bell (Re-Issue) - Portugal - 2022: für das Album The Dark Side of the Moon - 2023: für das Album The Wall - Russland - 2003: für das Album The Dark Side of the Moon - Schweden - 2000: für das Album The Division Bell - Schweiz - 1989: für das Album Delicate Sound of Thunder - 1995: für das Album Pulse - 2001: für das Album Echoes: The Best of Pink Floyd - 2015: für das Album The Endless River - Spanien - 1980: für das Album The Wall - 1987: für das Album A Momentary Lapse of Reason - 1994: für das Album The Division Bell - 2002: für das Album Echoes: The Best of Pink Floyd - 2024: für die Single Another Brick in the Wall (Part II) - 2024: für das Lied Wish You Were Here - Ungarn - 2014: für das Album The Endless River - Vereinigte Staaten - 1994: für das Album Ummagumma - 1996: für das Album Shine On - 2000: für das Album Is There Anybody Out There? The Wall Live 1980–81 - 2001: für die Single Another Brick in the Wall (Part II) - Vereinigtes Königreich - 1980: für die Single Another Brick in the Wall (Part II) - 2007: für das Videoalbum Making Of Dark Side of the Moon - 2013: für das Videoalbum The Pink Floyd & Syd Barrett Story - 2013: für das Album Pulse - 2014: für das Album The Endless River - 2019: für das Album A Foot in the Door – The Best Of - 2021: für die Single Comfortably Numb - 2024: für das Album Animals - 2025: für die Single Money - Deutschland - 1994: für das Album The Division Bell - 2015: für das Album The Endless River - Argentinien - 1991: für das Album The Dark Side of the Moon - Australien - 1985: für das Album Animals - Deutschland - 2004: für das Videoalbum Pink Floyd The Wall - Frankreich - 1995: für das Album The Division Bell - 2001: für das Videoalbum Pink Floyd The Wall - 2015: für das Album The Endless River - Italien - 2018: für das Lied Wish You Were Here - 2019: für das Album A Foot in the Door – The Best Of - 2019: für die Single Another Brick in the Wall (Part II) - Kanada - 1979: für das Album Animals - 1988: für das Album Delicate Sound of Thunder - 1990: für das Videoalbum Delicate Sound of Thunder - 1995: für das Videoalbum Pulse - 2011: für das Album Discovery - Neuseeland - 2023: für die Single Money - Norwegen - 1994: für das Album The Division Bell - Österreich - 1993: für das Album The Dark Side of the Moon - 1993: für das Album Wish You Were Here - Polen - 2022: für das Album The Wall 2011 - 2023: für das Album The Dark Side of the Moon (Re-Issue) - Schweiz - 1990: für das Album A Momentary Lapse of Reason - 1994: für das Album The Division Bell - 2006: für das Album The Wall - Spanien - 1996: für das Videoalbum Pulse - Vereinigte Staaten - 1991: für das Videoalbum Delicate Sound of Thunder - 1994: für das Album Meddle - 1995: für das Album Pulse - 1997: für das Album The Final Cut - 2001: für das Album A Collection of Great Dance Songs - 2007: für das Videoalbum Live at Pompeii - Vereinigtes Königreich - 2013: für das Album Wish You Were Here - 2024: für das Lied Wish You Were Here | - Australien - 2020: für das Videoalbum Delicate Sound of Thunder - Deutschland - 2023: für das Album The Dark Side of the Moon - Europa (IFPI) - 1995: für das Album The Division Bell - 2007: für das Album Echoes: The Best of Pink Floyd - Italien - 2021: für das Album Wish You Were Here - Kanada - 1979: für das Album Wish You Were Here - 1987: für das Album A Momentary Lapse of Reason - 1995: für das Album Pulse - Neuseeland - 1978: für das Album Animals - 1983: für das Album The Final Cut - 2006: für das Album Echoes: The Best of Pink Floyd - 2024: für die Single Another Brick in the Wall (Part II) - Polen - 2006: für das Videoalbum Pulse - 2015: für das Album The Endless River - Portugal - 1989: für das Album Delicate Sound of Thunder - Schweiz - 2006: für das Album Pulse - Vereinigte Staaten - 1999: für das Album Delicate Sound of Thunder - 1999: für das Album The Division Bell - 2007: für das Videoalbum Dark Side of the Moon - 2016: für das Videoalbum Live at Pompeii - Vereinigtes Königreich - 2013: für das Album Echoes: The Best of Pink Floyd - 2016: für das Videoalbum Live at Pompeii - 2022: für das Album The Division Bell - 2022: für das Album The Wall - Deutschland - 2006: für das Videoalbum Pulse - Mexiko - 2019: für das Album The Endless River - Australien - 2008: für das Videoalbum Dark Side of the Moon - Deutschland - 1994: für das Album The Wall - Italien - 2015: für das Album The Endless River - Kanada - 1994: für das Album The Division Bell - Neuseeland - 1988: für das Album Wish You Were Here - 1989: für das Album Delicate Sound of Thunder - 1995: für das Album The Division Bell - Portugal - 2006: für das Videoalbum Pulse - 2011: für das Album A Foot in the Door – The Best Of - Vereinigte Staaten - 1995: für das Album Animals - 2001: für das Album A Momentary Lapse of Reason - 2007: für das Album Echoes: The Best of Pink Floyd - Dänemark - 2023: für das Album The Dark Side of the Moon - Italien - 1994: für das Album The Division Bell - 2021: für das Album The Wall - Kanada - 2007: für das Videoalbum Dark Side of the Moon - Neuseeland - 1996: für das Album Pulse - 2004: für das Videoalbum Pink Floyd The Wall - 2024: für das Lied Wish You Were Here - Vereinigtes Königreich - 2013: für das Videoalbum Pulse - 2017: für das Videoalbum Pink Floyd The Wall - Kanada - 2002: für das Album Echoes: The Best of Pink Floyd - Vereinigte Staaten - 1997: für das Album Wish You Were Here - Australien - 2011: für das Album Wish You Were Here - Dänemark - 2025: für das Album The Wall - Neuseeland - 1988: für das Album A Momentary Lapse of Reason - Italien - 2025: für das Album The Dark Side of the Moon - Vereinigte Staaten - 2006: für das Videoalbum Pulse - Australien - 2011: für das Album The Wall - 2014: für das Videoalbum Pink Floyd The Wall - Neuseeland - 2009: für das Videoalbum Pulse - Australien - 2011: für das Album The Dark Side of the Moon - 2019: für das Videoalbum Pulse - Neuseeland - 1994: für das Album The Wall - Vereinigte Staaten - 1998: für das Album The Dark Side of the Moon - Neuseeland - 2003: für das Album The Dark Side of the Moon - Vereinigtes Königreich - 2025: für das Album The Dark Side of the Moon - Vereinigte Staaten - 1999: für das Album The Wall - Brasilien - 2009: für das Videoalbum Pulse - Frankreich - 1989: für das Album Wish You Were Here - 1991: für das Album The Wall - 2006: für das Videoalbum Pulse - Kanada - 1995: für das Album The Wall - 2003: für das Album The Dark Side of the Moon |

## Auszeichnungen nach Alben

### The Piper at the Gates of Dawn
| Land/Region                  | Auszeichnungen für Musikverkäufe (Land/Region, Auszeichnung, Verkäufe) | Verkäufe |
| ---------------------------- | ---------------------------------------------------------------------- | -------- |
| Italien (FIMI)               | Gold                                                                   | 25.000   |
| Vereinigtes Königreich (BPI) | Gold                                                                   | 100.000  |
| Insgesamt                    | 2× Gold ·                                                              | 125.000  |

### A Saucerful of Secrets
| Land/Region                  | Auszeichnungen für Musikverkäufe (Land/Region, Auszeichnung, Verkäufe) | Verkäufe |
| ---------------------------- | ---------------------------------------------------------------------- | -------- |
| Italien (FIMI)               | Gold                                                                   | 25.000   |
| Vereinigtes Königreich (BPI) | Gold                                                                   | 100.000  |
| Insgesamt                    | 2× Gold ·                                                              | 125.000  |

### Ummagumma
| Land/Region                  | Auszeichnungen für Musikverkäufe (Land/Region, Auszeichnung, Verkäufe) | Verkäufe  |
| ---------------------------- | ---------------------------------------------------------------------- | --------- |
| Frankreich (SNEP)            | Gold                                                                   | 100.000   |
| Italien (FIMI)               | Gold                                                                   | 25.000    |
| Vereinigte Staaten (RIAA)    | Platin                                                                 | 1.000.000 |
| Vereinigtes Königreich (BPI) | Gold                                                                   | 100.000   |
| Insgesamt                    | 3× Gold · 1× Platin ·                                                  | 1.225.000 |

### More
| Land/Region       | Auszeichnungen für Musikverkäufe (Land/Region, Auszeichnung, Verkäufe) | Verkäufe |
| ----------------- | ---------------------------------------------------------------------- | -------- |
| Frankreich (SNEP) | Gold                                                                   | 100.000  |
| Insgesamt         | 1× Gold ·                                                              | 100.000  |

### Atom Heart Mother
| Land/Region                  | Auszeichnungen für Musikverkäufe (Land/Region, Auszeichnung, Verkäufe) | Verkäufe  |
| ---------------------------- | ---------------------------------------------------------------------- | --------- |
| Deutschland (BVMI)           | Gold                                                                   | 250.000   |
| Frankreich (SNEP)            | Gold                                                                   | 100.000   |
| Italien (FIMI)               | Platin                                                                 | 50.000    |
| Österreich (IFPI)            | Gold                                                                   | 25.000    |
| Vereinigte Staaten (RIAA)    | Gold                                                                   | 500.000   |
| Vereinigtes Königreich (BPI) | Gold                                                                   | 100.000   |
| Insgesamt                    | 6× Gold · 1× Platin ·                                                  | 1.050.000 |

### The Best of the Pink Floyd / Masters of Rock
| Land/Region       | Auszeichnungen für Musikverkäufe (Land/Region, Auszeichnung, Verkäufe) | Verkäufe |
| ----------------- | ---------------------------------------------------------------------- | -------- |
| Frankreich (SNEP) | Gold                                                                   | 100.000  |
| Insgesamt         | 1× Gold ·                                                              | 100.000  |

### Relics
| Land/Region                  | Auszeichnungen für Musikverkäufe (Land/Region, Auszeichnung, Verkäufe) | Verkäufe |
| ---------------------------- | ---------------------------------------------------------------------- | -------- |
| Vereinigtes Königreich (BPI) | Gold                                                                   | 100.000  |
| Insgesamt                    | 1× Gold ·                                                              | 100.000  |

### Meddle
| Land/Region                  | Auszeichnungen für Musikverkäufe (Land/Region, Auszeichnung, Verkäufe) | Verkäufe  |
| ---------------------------- | ---------------------------------------------------------------------- | --------- |
| Deutschland (BVMI)           | Gold                                                                   | 250.000   |
| Frankreich (SNEP)            | 2× Gold                                                                | 200.000   |
| Italien (FIMI)               | Gold                                                                   | 25.000    |
| Vereinigte Staaten (RIAA)    | 2× Platin                                                              | 2.000.000 |
| Vereinigtes Königreich (BPI) | Gold                                                                   | 100.000   |
| Insgesamt                    | 5× Gold · 2× Platin ·                                                  | 2.575.000 |

### Obscured by Clouds
| Land/Region                  | Auszeichnungen für Musikverkäufe (Land/Region, Auszeichnung, Verkäufe) | Verkäufe |
| ---------------------------- | ---------------------------------------------------------------------- | -------- |
| Deutschland (BVMI)           | Gold                                                                   | 250.000  |
| Vereinigte Staaten (RIAA)    | Gold                                                                   | 500.000  |
| Vereinigtes Königreich (BPI) | Gold                                                                   | 100.000  |
| Insgesamt                    | 3× Gold ·                                                              | 850.000  |

### The Dark Side of the Moon
| Land/Region                  | Auszeichnungen für Musikverkäufe (Land/Region, Auszeichnung, Verkäufe) | Verkäufe   |
| ---------------------------- | ---------------------------------------------------------------------- | ---------- |
| Argentinien (CAPIF)          | 2× Platin                                                              | 120.000    |
| Australien (ARIA)            | 14× Platin                                                             | 1.020.000  |
| Belgien (BRMA)               | Gold                                                                   | 25.000     |
| Dänemark (IFPI)              | 5× Platin                                                              | 100.000    |
| Deutschland (BVMI)           | 3× Platin                                                              | 1.500.000  |
| Frankreich (SNEP)            | Platin                                                                 | 2.500.000  |
| Griechenland (IFPI)          | —                                                                      | 45.000     |
| Island (IFPI)                | Gold                                                                   | 2.500      |
| Italien (FIMI)               | 8× Platin                                                              | 1.400.000  |
| Kanada (MC)                  | 2× Diamant                                                             | 2.000.000  |
| Neuseeland (RMNZ)            | 16× Platin                                                             | 240.000    |
| Österreich (IFPI)            | 2× Platin                                                              | 100.000    |
| Polen (ZPAV)                 | Platin · + 2× Platin (Re-Issue)                                        | 110.000    |
| Portugal (AFP)               | Platin                                                                 | 15.000     |
| Russland (NFPF)              | Platin                                                                 | 20.000     |
| Tschechien (IFPI)            | Gold                                                                   | 50.000     |
| Vereinigte Staaten (RIAA)    | 15× Platin                                                             | 15.000.000 |
| Vereinigtes Königreich (BPI) | 16× Platin                                                             | 4.800.000  |
| Insgesamt                    | 3× Gold · 77× Platin · 3× Diamant ·                                    | 28.427.500 |

### Wish You Were Here
| Land/Region                  | Auszeichnungen für Musikverkäufe (Land/Region, Auszeichnung, Verkäufe) | Verkäufe  |
| ---------------------------- | ---------------------------------------------------------------------- | --------- |
| Argentinien (CAPIF)          | Gold                                                                   | 30.000    |
| Australien (ARIA)            | 7× Platin                                                              | 350.000   |
| Deutschland (BVMI)           | Platin                                                                 | 500.000   |
| Frankreich (SNEP)            | Diamant                                                                | 1.000.000 |
| Griechenland (IFPI)          | Gold                                                                   | 70.000    |
| Italien (FIMI)               | 3× Platin                                                              | 150.000   |
| Kanada (MC)                  | 3× Platin                                                              | 300.000   |
| Neuseeland (RMNZ)            | 4× Platin                                                              | 80.000    |
| Österreich (IFPI)            | 2× Platin                                                              | 100.000   |
| Polen (ZPAV)                 | Gold · + Platin (Re-Issue)                                             | 55.000    |
| Portugal (AFP)               | Gold                                                                   | 7.500     |
| Vereinigte Staaten (RIAA)    | 6× Platin                                                              | 6.000.000 |
| Vereinigtes Königreich (BPI) | 2× Platin                                                              | 600.000   |
| Insgesamt                    | 4× Gold · 29× Platin · 1× Diamant ·                                    | 9.382.500 |

### Animals
| Land/Region                  | Auszeichnungen für Musikverkäufe (Land/Region, Auszeichnung, Verkäufe) | Verkäufe  |
| ---------------------------- | ---------------------------------------------------------------------- | --------- |
| Australien (ARIA)            | 2× Platin                                                              | 140.000   |
| Deutschland (BVMI)           | Platin                                                                 | 500.000   |
| Frankreich (SNEP)            | Platin                                                                 | 400.000   |
| Italien (FIMI)               | Platin                                                                 | 50.000    |
| Kanada (MC)                  | 2× Platin                                                              | 200.000   |
| Neuseeland (RMNZ)            | 3× Platin                                                              | 60.000    |
| Österreich (IFPI)            | Gold                                                                   | 25.000    |
| Polen (ZPAV)                 | Gold                                                                   | 10.000    |
| Vereinigte Staaten (RIAA)    | 4× Platin                                                              | 4.000.000 |
| Vereinigtes Königreich (BPI) | Platin                                                                 | 300.000   |
| Insgesamt                    | 2× Gold · 15× Platin ·                                                 | 5.685.000 |

### The Wall
| Land/Region                  | Auszeichnungen für Musikverkäufe (Land/Region, Auszeichnung, Verkäufe) | Verkäufe   |
| ---------------------------- | ---------------------------------------------------------------------- | ---------- |
| Argentinien (CAPIF)          | Platin                                                                 | 60.000     |
| Australien (ARIA)            | 11× Platin                                                             | 800.000    |
| Dänemark (IFPI)              | 7× Platin                                                              | 140.000    |
| Deutschland (BVMI)           | 4× Platin                                                              | 2.000.000  |
| Frankreich (SNEP)            | Diamant                                                                | 1.000.000  |
| Griechenland (IFPI)          | —                                                                      | 100.000    |
| Hongkong (IFPI/HKRIA)        | Platin                                                                 | 20.000     |
| Italien (FIMI)               | 5× Platin                                                              | 250.000    |
| Kanada (MC)                  | 2× Diamant                                                             | 2.000.000  |
| Neuseeland (RMNZ)            | 14× Platin                                                             | 210.000    |
| Niederlande (NVPI)           | Platin (EMI Records) · + Gold (Sony BMG)                               | 135.000    |
| Österreich (IFPI)            | —                                                                      | 58.000     |
| Polen (ZPAV)                 | Platin (Original) · + 2× Platin (Re-Issue)                             | 110.000    |
| Portugal (AFP)               | Platin                                                                 | 15.000     |
| Schweiz (IFPI)               | 2× Platin                                                              | 250.000    |
| Spanien (Promusicae)         | Platin                                                                 | 100.000    |
| Vereinigte Staaten (RIAA)    | 23× Platin                                                             | 23.000.000 |
| Vereinigtes Königreich (BPI) | 3× Platin                                                              | 900.000    |
| Insgesamt                    | 1× Gold · 57× Platin · 5× Diamant ·                                    | 31.468.000 |

### A Collection of Great Dance Songs
| Land/Region                  | Auszeichnungen für Musikverkäufe (Land/Region, Auszeichnung, Verkäufe) | Verkäufe  |
| ---------------------------- | ---------------------------------------------------------------------- | --------- |
| Australien (ARIA)            | Platin                                                                 | 70.000    |
| Neuseeland (RMNZ)            | Platin                                                                 | 20.000    |
| Österreich (IFPI)            | Gold                                                                   | 25.000    |
| Vereinigte Staaten (RIAA)    | 2× Platin                                                              | 2.000.000 |
| Vereinigtes Königreich (BPI) | Gold                                                                   | 100.000   |
| Insgesamt                    | 2× Gold · 4× Platin ·                                                  | 2.215.000 |

### The Final Cut
| Land/Region                  | Auszeichnungen für Musikverkäufe (Land/Region, Auszeichnung, Verkäufe) | Verkäufe  |
| ---------------------------- | ---------------------------------------------------------------------- | --------- |
| Deutschland (BVMI)           | Gold                                                                   | 250.000   |
| Frankreich (SNEP)            | Gold                                                                   | 100.000   |
| Italien (FIMI)               | Gold                                                                   | 25.000    |
| Neuseeland (RMNZ)            | 3× Platin                                                              | 60.000    |
| Niederlande (NVPI)           | Gold                                                                   | 50.000    |
| Österreich (IFPI)            | Gold                                                                   | 25.000    |
| Spanien (Promusicae)         | Gold                                                                   | 50.000    |
| Vereinigte Staaten (RIAA)    | 2× Platin                                                              | 2.000.000 |
| Vereinigtes Königreich (BPI) | Gold                                                                   | 100.000   |
| Insgesamt                    | 7× Gold · 5× Platin ·                                                  | 2.660.000 |

### A Momentary Lapse of Reason
| Land/Region                  | Auszeichnungen für Musikverkäufe (Land/Region, Auszeichnung, Verkäufe) | Verkäufe  |
| ---------------------------- | ---------------------------------------------------------------------- | --------- |
| Argentinien (CAPIF)          | Platin                                                                 | 60.000    |
| Australien (ARIA)            | Platin                                                                 | 70.000    |
| Deutschland (BVMI)           | Gold                                                                   | 250.000   |
| Frankreich (SNEP)            | Platin                                                                 | 300.000   |
| Italien (FIMI)               | Gold                                                                   | 25.000    |
| Kanada (MC)                  | 3× Platin                                                              | 300.000   |
| Neuseeland (RMNZ)            | 7× Platin                                                              | 140.000   |
| Niederlande (NVPI)           | Gold                                                                   | 50.000    |
| Norwegen (IFPI)              | Gold                                                                   | 50.000    |
| Österreich (IFPI)            | Gold                                                                   | 25.000    |
| Polen (ZPAV)                 | Gold                                                                   | 10.000    |
| Portugal (AFP)               | Gold                                                                   | 20.000    |
| Schweden (IFPI)              | Gold                                                                   | 50.000    |
| Schweiz (IFPI)               | 2× Platin                                                              | 100.000   |
| Spanien (Promusicae)         | Platin                                                                 | 100.000   |
| Vereinigte Staaten (RIAA)    | 4× Platin                                                              | 4.000.000 |
| Vereinigtes Königreich (BPI) | Gold                                                                   | 100.000   |
| Insgesamt                    | 9× Gold · 20× Platin ·                                                 | 5.625.000 |

### Delicate Sound of Thunder
| Land/Region                  | Auszeichnungen für Musikverkäufe (Land/Region, Auszeichnung, Verkäufe) | Verkäufe  |
| ---------------------------- | ---------------------------------------------------------------------- | --------- |
| Argentinien (CAPIF)          | Gold                                                                   | 30.000    |
| Deutschland (BVMI)           | Gold                                                                   | 250.000   |
| Frankreich (SNEP)            | 2× Gold                                                                | 200.000   |
| Italien (FIMI)               | Gold                                                                   | 325.000   |
| Kanada (MC)                  | 2× Platin                                                              | 200.000   |
| Neuseeland (RMNZ)            | 4× Platin                                                              | 80.000    |
| Niederlande (NVPI)           | Gold                                                                   | 50.000    |
| Österreich (IFPI)            | Gold                                                                   | 25.000    |
| Polen (ZPAV)                 | Gold                                                                   | 10.000    |
| Portugal (AFP)               | 3× Platin                                                              | 120.000   |
| Schweiz (IFPI)               | Platin                                                                 | 50.000    |
| Spanien (Promusicae)         | Gold                                                                   | 50.000    |
| Vereinigte Staaten (RIAA)    | 3× Platin                                                              | 3.000.000 |
| Vereinigtes Königreich (BPI) | Gold                                                                   | 100.000   |
| Insgesamt                    | 10× Gold · 13× Platin ·                                                | 4.490.000 |

### Shine On
| Land/Region               | Auszeichnungen für Musikverkäufe (Land/Region, Auszeichnung, Verkäufe) | Verkäufe  |
| ------------------------- | ---------------------------------------------------------------------- | --------- |
| Kanada (MC)               | Platin                                                                 | 100.000   |
| Vereinigte Staaten (RIAA) | Platin                                                                 | 1.000.000 |
| Insgesamt                 | 2× Platin ·                                                            | 1.100.000 |

### The Division Bell
| Land/Region                  | Auszeichnungen für Musikverkäufe (Land/Region, Auszeichnung, Verkäufe) | Verkäufe    |
| ---------------------------- | ---------------------------------------------------------------------- | ----------- |
| Argentinien (CAPIF)          | Platin                                                                 | 60.000      |
| Australien (ARIA)            | Platin                                                                 | 70.000      |
| Belgien (BRMA)               | Platin                                                                 | 50.000      |
| Brasilien (PMB)              | Platin                                                                 | 250.000     |
| Deutschland (BVMI)           | 3× Gold                                                                | 750.000     |
| Europa (IFPI)                | 3× Platin                                                              | (3.000.000) |
| Finnland (IFPI)              | Gold                                                                   | 21.183      |
| Frankreich (SNEP)            | 2× Platin                                                              | 600.000     |
| Italien (FIMI)               | 5× Platin (1994) · + Platin (2019)                                     | 550.000     |
| Japan (RIAJ)                 | Gold                                                                   | 100.000     |
| Kanada (MC)                  | 4× Platin                                                              | 400.000     |
| Mexiko (AMPROFON)            | Gold                                                                   | 100.000     |
| Neuseeland (RMNZ)            | 4× Platin                                                              | 60.000      |
| Niederlande (NVPI)           | Platin                                                                 | 100.000     |
| Norwegen (IFPI)              | 2× Platin                                                              | 100.000     |
| Österreich (IFPI)            | Platin                                                                 | 50.000      |
| Polen (ZPAV)                 | Gold · + Platin (Re-Issue)                                             | 70.000      |
| Schweden (IFPI)              | Platin                                                                 | 80.000      |
| Schweiz (IFPI)               | 2× Platin                                                              | 100.000     |
| Spanien (Promusicae)         | Platin                                                                 | 100.000     |
| Vereinigte Staaten (RIAA)    | 3× Platin                                                              | 3.000.000   |
| Vereinigtes Königreich (BPI) | 3× Platin                                                              | 900.000     |
| Insgesamt                    | 5× Gold · 39× Platin ·                                                 | 7.511.183   |

### Pulse
| Land/Region                  | Auszeichnungen für Musikverkäufe (Land/Region, Auszeichnung, Verkäufe) | Verkäufe    |
| ---------------------------- | ---------------------------------------------------------------------- | ----------- |
| Argentinien (CAPIF)          | Gold                                                                   | 30.000      |
| Australien (ARIA)            | Platin                                                                 | 70.000      |
| Belgien (BRMA)               | Gold                                                                   | 25.000      |
| Deutschland (BVMI)           | Platin                                                                 | 500.000     |
| Europa (IFPI)                | Platin                                                                 | (1.000.000) |
| Frankreich (SNEP)            | Platin                                                                 | 300.000     |
| Italien (FIMI)               | Gold                                                                   | 50.000      |
| Kanada (MC)                  | 3× Platin                                                              | 300.000     |
| Neuseeland (RMNZ)            | 5× Platin                                                              | 75.000      |
| Niederlande (NVPI)           | Gold                                                                   | 50.000      |
| Österreich (IFPI)            | Platin                                                                 | 50.000      |
| Polen (ZPAV)                 | Platin (Pomaton EMI) · + Gold (EMI Music PL)                           | 110.000     |
| Schweiz (IFPI)               | Platin                                                                 | 50.000      |
| Spanien (Promusicae)         | Gold                                                                   | 50.000      |
| Vereinigte Staaten (RIAA)    | 2× Platin                                                              | 2.000.000   |
| Vereinigtes Königreich (BPI) | Platin                                                                 | 300.000     |
| Insgesamt                    | 6× Gold · 18× Platin ·                                                 | 3.630.000   |

### London ’66–’67
| Land/Region     | Auszeichnungen für Musikverkäufe (Land/Region, Auszeichnung, Verkäufe) | Verkäufe |
| --------------- | ---------------------------------------------------------------------- | -------- |
| Europa (Impala) | 2× Silber                                                              | 40.000   |
| Insgesamt       | 2× Silber ·                                                            | 40.000   |

### Is There Anybody Out There? The Wall Live 1980–81
| Land/Region                  | Auszeichnungen für Musikverkäufe (Land/Region, Auszeichnung, Verkäufe) | Verkäufe  |
| ---------------------------- | ---------------------------------------------------------------------- | --------- |
| Neuseeland (RMNZ)            | Gold                                                                   | 7.500     |
| Vereinigte Staaten (RIAA)    | Platin                                                                 | 1.000.000 |
| Vereinigtes Königreich (BPI) | Gold                                                                   | 100.000   |
| Insgesamt                    | 2× Gold · 1× Platin ·                                                  | 1.107.500 |

### Echoes: The Best of Pink Floyd
| Land/Region                  | Auszeichnungen für Musikverkäufe (Land/Region, Auszeichnung, Verkäufe) | Verkäufe  |
| ---------------------------- | ---------------------------------------------------------------------- | --------- |
| Argentinien (CAPIF)          | Platin                                                                 | 40.000    |
| Australien (ARIA)            | Platin                                                                 | 70.000    |
| Belgien (BRMA)               | Platin                                                                 | (50.000)  |
| Dänemark (IFPI)              | Gold                                                                   | (25.000)  |
| Deutschland (BVMI)           | Gold                                                                   | (150.000) |
| Europa (IFPI)                | 3× Platin                                                              | 3.000.000 |
| Finnland (IFPI)              | —                                                                      | (12.194)  |
| Frankreich (SNEP)            | Platin                                                                 | (300.000) |
| Griechenland (IFPI)          | Platin                                                                 | (30.000)  |
| Italien (FIMI)               | Gold                                                                   | (25.000)  |
| Kanada (MC)                  | 6× Platin                                                              | 600.000   |
| Neuseeland (RMNZ)            | 3× Platin                                                              | 45.000    |
| Polen (ZPAV)                 | Gold                                                                   | (50.000)  |
| Schweden (IFPI)              | Gold                                                                   | (30.000)  |
| Schweiz (IFPI)               | Platin                                                                 | (40.000)  |
| Spanien (Promusicae)         | Platin                                                                 | (100.000) |
| Vereinigte Staaten (RIAA)    | 4× Platin                                                              | 4.000.000 |
| Vereinigtes Königreich (BPI) | 3× Platin                                                              | (900.000) |
| Insgesamt                    | 5× Gold · 27× Platin ·                                                 | 7.755.000 |

### Discovery
| Land/Region | Auszeichnungen für Musikverkäufe (Land/Region, Auszeichnung, Verkäufe) | Verkäufe |
| ----------- | ---------------------------------------------------------------------- | -------- |
| Kanada (MC) | 2× Platin                                                              | 160.000  |
| Insgesamt   | 2× Platin ·                                                            | 160.000  |

### A Foot in the Door – The Best Of
| Land/Region                  | Auszeichnungen für Musikverkäufe (Land/Region, Auszeichnung, Verkäufe) | Verkäufe |
| ---------------------------- | ---------------------------------------------------------------------- | -------- |
| Australien (ARIA)            | Platin                                                                 | 70.000   |
| Frankreich (SNEP)            | Gold                                                                   | 50.000   |
| Italien (FIMI)               | 2× Platin                                                              | 100.000  |
| Neuseeland (RMNZ)            | 3× Platin                                                              | 45.000   |
| Polen (ZPAV)                 | Platin                                                                 | 20.000   |
| Portugal (AFP)               | 4× Platin                                                              | 80.000   |
| Vereinigtes Königreich (BPI) | Platin                                                                 | 300.000  |
| Insgesamt                    | 1× Gold · 10× Platin ·                                                 | 635.000  |

### The Endless River
| Land/Region                  | Auszeichnungen für Musikverkäufe (Land/Region, Auszeichnung, Verkäufe) | Verkäufe    |
| ---------------------------- | ---------------------------------------------------------------------- | ----------- |
| Australien (ARIA)            | Platin                                                                 | 70.000      |
| Belgien (BRMA)               | Gold                                                                   | 15.000      |
| Brasilien (PMB)              | Platin                                                                 | 40.000      |
| Dänemark (IFPI)              | Gold                                                                   | 10.000      |
| Deutschland (BVMI)           | 3× Gold                                                                | 300.000     |
| Europa (IFPI)                | Platin                                                                 | (1.000.000) |
| Frankreich (SNEP)            | 2× Platin                                                              | 200.000     |
| Italien (FIMI)               | 4× Platin                                                              | 200.000     |
| Kanada (MC)                  | Platin                                                                 | 80.000      |
| Mexiko (AMPROFON)            | 7× Gold                                                                | 210.000     |
| Neuseeland (RMNZ)            | Platin                                                                 | 15.000      |
| Norwegen (IFPI)              | Gold                                                                   | 15.000      |
| Österreich (IFPI)            | Gold                                                                   | 7.500       |
| Polen (ZPAV)                 | 3× Platin                                                              | 60.000      |
| Portugal (AFP)               | Gold                                                                   | 7.500       |
| Schweden (IFPI)              | Gold                                                                   | 20.000      |
| Schweiz (IFPI)               | Platin                                                                 | 20.000      |
| Ungarn (MAHASZ)              | Platin                                                                 | 6.000       |
| Vereinigte Staaten (RIAA)    | Gold                                                                   | 500.000     |
| Vereinigtes Königreich (BPI) | Platin                                                                 | 300.000     |
| Insgesamt                    | 9× Gold · 21× Platin ·                                                 | 2.086.000   |

### The Best of the Later Years: 1987 – 2019
| Land/Region                  | Auszeichnungen für Musikverkäufe (Land/Region, Auszeichnung, Verkäufe) | Verkäufe |
| ---------------------------- | ---------------------------------------------------------------------- | -------- |
| Vereinigtes Königreich (BPI) | Silber                                                                 | 60.000   |
| Insgesamt                    | 1× Silber ·                                                            | 60.000   |

## Auszeichnungen nach Singles

### Money
| Land/Region                  | Auszeichnungen für Musikverkäufe (Land/Region, Auszeichnung, Verkäufe) | Verkäufe |
| ---------------------------- | ---------------------------------------------------------------------- | -------- |
| Italien (FIMI)               | Platin                                                                 | 50.000   |
| Neuseeland (RMNZ)            | 2× Platin                                                              | 60.000   |
| Spanien (Promusicae)         | Gold                                                                   | 30.000   |
| Vereinigtes Königreich (BPI) | Platin                                                                 | 600.000  |
| Insgesamt                    | 1× Gold · 4× Platin ·                                                  | 740.000  |

### Time
| Land/Region                  | Auszeichnungen für Musikverkäufe (Land/Region, Auszeichnung, Verkäufe) | Verkäufe |
| ---------------------------- | ---------------------------------------------------------------------- | -------- |
| Italien (FIMI)               | Gold                                                                   | 25.000   |
| Neuseeland (RMNZ)            | Platin                                                                 | 30.000   |
| Vereinigtes Königreich (BPI) | Gold                                                                   | 400.000  |
| Insgesamt                    | 2× Gold · 1× Platin ·                                                  | 455.000  |

### Us and Them
| Land/Region                  | Auszeichnungen für Musikverkäufe (Land/Region, Auszeichnung, Verkäufe) | Verkäufe |
| ---------------------------- | ---------------------------------------------------------------------- | -------- |
| Vereinigtes Königreich (BPI) | Silber                                                                 | 200.000  |
| Insgesamt                    | 1× Silber ·                                                            | 200.000  |

### Another Brick in the Wall (Part II)
| Land/Region                  | Auszeichnungen für Musikverkäufe (Land/Region, Auszeichnung, Verkäufe) | Verkäufe  |
| ---------------------------- | ---------------------------------------------------------------------- | --------- |
| Dänemark (IFPI)              | Platin                                                                 | 90.000    |
| Deutschland (BVMI)           | Gold                                                                   | 250.000   |
| Frankreich (SNEP)            | Gold                                                                   | 500.000   |
| Italien (FIMI)               | 2× Platin                                                              | 100.000   |
| Neuseeland (RMNZ)            | 3× Platin                                                              | 90.000    |
| Spanien (Promusicae)         | Platin                                                                 | 60.000    |
| Vereinigte Staaten (RIAA)    | Platin (Physisch) · + Gold (Digital)                                   | 2.500.000 |
| Vereinigtes Königreich (BPI) | Platin                                                                 | 1.100.000 |
| Insgesamt                    | 3× Gold · 9× Platin ·                                                  | 4.690.000 |

### Comfortably Numb
| Land/Region                  | Auszeichnungen für Musikverkäufe (Land/Region, Auszeichnung, Verkäufe) | Verkäufe |
| ---------------------------- | ---------------------------------------------------------------------- | -------- |
| Dänemark (IFPI)              | Gold                                                                   | 45.000   |
| Italien (FIMI)               | Platin                                                                 | 50.000   |
| Spanien (Promusicae)         | Gold                                                                   | 30.000   |
| Vereinigtes Königreich (BPI) | Platin                                                                 | 600.000  |
| Insgesamt                    | 2× Gold · 2× Platin ·                                                  | 725.000  |

### Learning to Fly
| Land/Region       | Auszeichnungen für Musikverkäufe (Land/Region, Auszeichnung, Verkäufe) | Verkäufe |
| ----------------- | ---------------------------------------------------------------------- | -------- |
| Neuseeland (RMNZ) | Platin                                                                 | 30.000   |
| Insgesamt         | 1× Platin ·                                                            | 30.000   |

## Auszeichnungen nach Lieder

### Wish You Were Here
| Land/Region                  | Auszeichnungen für Musikverkäufe (Land/Region, Auszeichnung, Verkäufe) | Verkäufe  |
| ---------------------------- | ---------------------------------------------------------------------- | --------- |
| Dänemark (IFPI)              | Gold                                                                   | 45.000    |
| Italien (FIMI)               | 2× Platin                                                              | 100.000   |
| Neuseeland (RMNZ)            | 5× Platin                                                              | 150.000   |
| Spanien (Promusicae)         | Platin                                                                 | 60.000    |
| Vereinigtes Königreich (BPI) | 2× Platin                                                              | 1.200.000 |
| Insgesamt                    | 1× Gold · 10× Platin ·                                                 | 1.555.000 |

### Hey You
| Land/Region                  | Auszeichnungen für Musikverkäufe (Land/Region, Auszeichnung, Verkäufe) | Verkäufe |
| ---------------------------- | ---------------------------------------------------------------------- | -------- |
| Italien (FIMI)               | Gold                                                                   | 25.000   |
| Neuseeland (RMNZ)            | Platin                                                                 | 30.000   |
| Vereinigtes Königreich (BPI) | Silber                                                                 | 200.000  |
| Insgesamt                    | 1× Silber · 1× Gold · 1× Platin ·                                      | 255.000  |

### The Great Gig in the Sky
| Land/Region                  | Auszeichnungen für Musikverkäufe (Land/Region, Auszeichnung, Verkäufe) | Verkäufe |
| ---------------------------- | ---------------------------------------------------------------------- | -------- |
| Italien (FIMI)               | Gold                                                                   | 25.000   |
| Vereinigtes Königreich (BPI) | Gold                                                                   | 400.000  |
| Insgesamt                    | 2× Gold ·                                                              | 425.000  |

### Breathe (In the Air)
| Land/Region                  | Auszeichnungen für Musikverkäufe (Land/Region, Auszeichnung, Verkäufe) | Verkäufe |
| ---------------------------- | ---------------------------------------------------------------------- | -------- |
| Italien (FIMI)               | Gold                                                                   | 35.000   |
| Vereinigtes Königreich (BPI) | Gold                                                                   | 400.000  |
| Insgesamt                    | 2× Gold ·                                                              | 435.000  |

### Shine On You Crazy Diamond - Parts 1–5
| Land/Region                  | Auszeichnungen für Musikverkäufe (Land/Region, Auszeichnung, Verkäufe) | Verkäufe |
| ---------------------------- | ---------------------------------------------------------------------- | -------- |
| Italien (FIMI)               | Gold                                                                   | 50.000   |
| Vereinigtes Königreich (BPI) | Silber                                                                 | 200.000  |
| Insgesamt                    | 1× Silber · 1× Gold ·                                                  | 250.000  |

### Brain Damage
| Land/Region                  | Auszeichnungen für Musikverkäufe (Land/Region, Auszeichnung, Verkäufe) | Verkäufe |
| ---------------------------- | ---------------------------------------------------------------------- | -------- |
| Vereinigtes Königreich (BPI) | Silber                                                                 | 200.000  |
| Insgesamt                    | 1× Silber ·                                                            | 200.000  |

### Another Brick in the Wall (Part I)
| Land/Region       | Auszeichnungen für Musikverkäufe (Land/Region, Auszeichnung, Verkäufe) | Verkäufe |
| ----------------- | ---------------------------------------------------------------------- | -------- |
| Neuseeland (RMNZ) | Gold                                                                   | 15.000   |
| Insgesamt         | 1× Gold ·                                                              | 15.000   |

## Auszeichnungen nach Videoalben

### Pink Floyd: Live at Pompeii
| Land/Region                  | Auszeichnungen für Musikverkäufe (Land/Region, Auszeichnung, Verkäufe) | Verkäufe |
| ---------------------------- | ---------------------------------------------------------------------- | -------- |
| Kanada (MC)                  | Gold                                                                   | 5.000    |
| Vereinigte Staaten (RIAA)    | 2× Platin                                                              | 200.000  |
| Vereinigtes Königreich (BPI) | 3× Platin                                                              | 150.000  |
| Insgesamt                    | 1× Gold · 5× Platin ·                                                  | 355.000  |

### Pink Floyd The Wall
| Land/Region                  | Auszeichnungen für Musikverkäufe (Land/Region, Auszeichnung, Verkäufe) | Verkäufe |
| ---------------------------- | ---------------------------------------------------------------------- | -------- |
| Argentinien (CAPIF)          | Platin                                                                 | 8.000    |
| Australien (ARIA)            | 11× Platin                                                             | 165.000  |
| Brasilien (PMB)              | Platin                                                                 | 50.000   |
| Deutschland (BVMI)           | 2× Platin                                                              | 100.000  |
| Frankreich (SNEP)            | 2× Platin                                                              | 40.000   |
| Neuseeland (RMNZ)            | 5× Platin                                                              | 25.000   |
| Polen (ZPAV)                 | Platin                                                                 | 10.000   |
| Schweden (IFPI)              | Gold                                                                   | 10.000   |
| Vereinigtes Königreich (BPI) | 5× Platin                                                              | 250.000  |
| Insgesamt                    | 1× Gold · 26× Platin ·                                                 | 648.000  |

### Delicate Sound of Thunder
| Land/Region               | Auszeichnungen für Musikverkäufe (Land/Region, Auszeichnung, Verkäufe) | Verkäufe |
| ------------------------- | ---------------------------------------------------------------------- | -------- |
| Australien (ARIA)         | 3× Platin                                                              | 45.000   |
| Kanada (MC)               | 2× Platin                                                              | 20.000   |
| Vereinigte Staaten (RIAA) | 2× Platin                                                              | 200.000  |
| Insgesamt                 | 7× Platin ·                                                            | 265.000  |

### P.U.L.S.E.
| Land/Region                  | Auszeichnungen für Musikverkäufe (Land/Region, Auszeichnung, Verkäufe) | Verkäufe  |
| ---------------------------- | ---------------------------------------------------------------------- | --------- |
| Argentinien (CAPIF)          | Platin                                                                 | 8.000     |
| Australien (ARIA)            | 14× Platin                                                             | 210.000   |
| Brasilien (PMB)              | Diamant                                                                | 100.000   |
| Dänemark (IFPI)              | Gold                                                                   | 20.000    |
| Deutschland (BVMI)           | 7× Gold                                                                | 175.000   |
| Finnland (IFPI)              | Platin                                                                 | 13.965    |
| Frankreich (SNEP)            | Diamant                                                                | 100.000   |
| Kanada (MC)                  | 2× Platin                                                              | 20.000    |
| Neuseeland (RMNZ)            | 12× Platin                                                             | 60.000    |
| Österreich (IFPI)            | Platin                                                                 | 10.000    |
| Polen (ZPAV)                 | 3× Platin                                                              | 30.000    |
| Portugal (AFP)               | 4× Platin                                                              | 32.000    |
| Schweiz (IFPI)               | 3× Platin                                                              | 18.000    |
| Spanien (Promusicae)         | 2× Platin                                                              | 50.000    |
| Vereinigte Staaten (RIAA)    | 8× Platin                                                              | 800.000   |
| Vereinigtes Königreich (BPI) | 5× Platin                                                              | 250.000   |
| Insgesamt                    | 3× Gold · 59× Platin · 2× Diamant ·                                    | 1.896.000 |

### The Pink Floyd and Syd Barrett Story
| Land/Region                  | Auszeichnungen für Musikverkäufe (Land/Region, Auszeichnung, Verkäufe) | Verkäufe |
| ---------------------------- | ---------------------------------------------------------------------- | -------- |
| Kanada (MC)                  | Gold                                                                   | 5.000    |
| Vereinigtes Königreich (BPI) | Platin                                                                 | 50.000   |
| Insgesamt                    | 1× Gold · 1× Platin ·                                                  | 55.000   |

### The Making of The Dark Side of the Moon
| Land/Region                  | Auszeichnungen für Musikverkäufe (Land/Region, Auszeichnung, Verkäufe) | Verkäufe |
| ---------------------------- | ---------------------------------------------------------------------- | -------- |
| Argentinien (CAPIF)          | Platin (Original) · + Platin (Re-Edition)                              | 16.000   |
| Australien (ARIA)            | 4× Platin                                                              | 60.000   |
| Deutschland (BVMI)           | Gold                                                                   | 25.000   |
| Kanada (MC)                  | 5× Platin                                                              | 50.000   |
| Neuseeland (RMNZ)            | Platin                                                                 | 5.000    |
| Vereinigte Staaten (RIAA)    | 3× Platin                                                              | 300.000  |
| Vereinigtes Königreich (BPI) | Platin                                                                 | 50.000   |
| Insgesamt                    | 1× Gold · 16× Platin ·                                                 | 506.000  |

### The Story of Wish You Were Here
| Land/Region       | Auszeichnungen für Musikverkäufe (Land/Region, Auszeichnung, Verkäufe) | Verkäufe |
| ----------------- | ---------------------------------------------------------------------- | -------- |
| Australien (ARIA) | Gold                                                                   | 7.500    |
| Insgesamt         | 1× Gold ·                                                              | 7.500    |

## Statistik und Quellen
| Land/RegionAuszeichnungen für Musikverkäufe (Land/Region, Auszeichnungen, Verkäufe, Quellen) | Silber     | Gold         | Platin         | Diamant       | Verkäufe    | Quellen |
| -------------------------------------------------------------------------------------------- | ---------- | ------------ | -------------- | ------------- | ----------- | --- |
| Argentinien (CAPIF)                                                                          | —          | 3× Gold3     | 10× Platin10   | —             | 518.000     | capif.org.ar (Memento vom 6. Juli 2011 im Internet Archive) AR2 (Memento vom 31. Mai 2011 im Internet Archive) capif.org.ar |
| Australien (ARIA)                                                                            | —          | Gold1        | 73× Platin73   | —             | 3.287.500   | aria.com.au |
| Belgien (BRMA)                                                                               | —          | 3× Gold3     | 2× Platin2     | —             | 165.000     | ultratop.be |
| Brasilien (PMB)                                                                              | —          | —            | 3× Platin3     | Diamant1      | 440.000     | pro-musicabr.org.br |
| Dänemark (IFPI)                                                                              | —          | 5× Gold5     | 13× Platin13   | —             | 475.000     | ifpi.dk |
| Deutschland (BVMI)                                                                           | —          | 12× Gold12   | 17× Platin17   | —             | 8.250.000   | musikindustrie.de |
| Europa (IFPI)                                                                                | —          | —            | 8× Platin8     | —             | (8.000.000) | ifpi.org (Memento vom 1. Januar 2014 im Internet Archive)                                                                   |
| Europa (Impala)                                                                              | 2× Silber2 | —            | —              | —             | (40.000)    | Einzelnachweise |
| Finnland (IFPI)                                                                              | —          | Gold1        | Platin1        | —             | 47.342      | ifpi.fi |
| Frankreich (SNEP)                                                                            | —          | 12× Gold12   | 11× Platin11   | 3× Diamant3   | 8.490.000   | infodisc.fr snepmusique.com                                                                                                 |
| Griechenland (IFPI)                                                                          | —          | Gold1        | Platin1        | —             | 245.000     | Einzelnachweise |
| Hongkong (IFPI/HKRIA)                                                                        | —          | —            | Platin1        | —             | 20.000      | ifpihk.org |
| Island (IFPI)                                                                                | —          | Gold1        | —              | —             | 2.500       | Einzelnachweise |
| Italien (FIMI)                                                                               | —          | 14× Gold14   | 36× Platin36   | —             | 3.860.000   | fimi.it |
| Japan (RIAJ)                                                                                 | —          | Gold1        | —              | —             | 100.000     | riaj.or.jp |
| Kanada (MC)                                                                                  | —          | 3× Gold3     | 36× Platin36   | 4× Diamant4   | 6.940.000   | musiccanada.com |
| Mexiko (AMPROFON)                                                                            | —          | 2× Gold2     | 3× Platin3     | —             | 310.000     | amprofon.com.mx |
| Neuseeland (RMNZ)                                                                            | —          | 2× Gold2     | 97× Platin97   | —             | 1.632.500   | aotearoamusiccharts.co.nz NZ2 (Memento vom 24. Juli 2011 im Internet Archive) NZ3                                           |
| Niederlande (NVPI)                                                                           | —          | 5× Gold5     | 2× Platin2     | —             | 435.000     | nvpi.nl |
| Norwegen (IFPI)                                                                              | —          | 2× Gold2     | 2× Platin2     | —             | 160.000     | ifpi.no NO2 |
| Österreich (IFPI)                                                                            | —          | 7× Gold7     | 7× Platin7     | —             | 525.500     | ifpi.at |
| Polen (ZPAV)                                                                                 | —          | 7× Gold7     | 17× Platin17   | —             | 625.000     | olis.pl |
| Portugal (AFP)                                                                               | —          | 3× Gold3     | 13× Platin13   | —             | 297.000     | Einzelnachweise |
| Russland (NFPF)                                                                              | —          | —            | Platin1        | —             | 20.000      | https://web.archive.org/web/20090122213402/http://2m-online.ru/gold_n_platinum/ 2m-online.ru                                |
| Schweden (IFPI)                                                                              | —          | 4× Gold4     | Platin1        | —             | 190.000     | sverigetopplistan.se |
| Schweiz (IFPI)                                                                               | —          | —            | 13× Platin13   | —             | 628.000     | hitparade.ch |
| Spanien (Promusicae)                                                                         | —          | 5× Gold5     | 8× Platin8     | —             | 880.000     | elportaldemusica.es ES2 ES3                                                                                                 |
| Tschechien (IFPI)                                                                            | —          | Gold1        | —              | —             | 50.000      | Einzelnachweise |
| Ungarn (MAHASZ)                                                                              | —          | —            | Platin1        | —             | 6.000       | slagerlistak.hu |
| Vereinigte Staaten (RIAA)                                                                    | —          | 4× Gold4     | 59× Platin59   | 3× Diamant3   | 78.500.000  | riaa.com |
| Vereinigtes Königreich (BPI)                                                                 | 5× Silber5 | 16× Gold16   | 51× Platin51   | —             | 16.810.000  | bpi.co.uk |
| Insgesamt                                                                                    | 7× Silber7 | 115× Gold115 | 489× Platin489 | 11× Diamant11 |             | |